# Catopsis minimiflora
Catopsis minimiflora là một loài thực vật có hoa trong họ Bromeliaceae. Loài này được Matuda mô tả khoa học đầu tiên năm 1975.